# Piet Keizer
Petrus "Piet" Johannes Keizer (14. června 1943, Amsterdam – 10. února 2017) byl nizozemský fotbalista. Hrával na pozici záložníka.
S nizozemskou fotbalovou reprezentací získal stříbrnou medaili na mistrovství světa roku 1974 v Německu. Celkem za národní tým odehrál 34 utkání a vstřelil v nich 11 gólů.
Celou svou fotbalovou kariéru (1960–1975) strávil v Ajaxu Amsterdam, stihl s ním prožít ještě slavnou éru počátku 70. let. Odehrál za Ajax 365 ligových utkání (čtvrté místo v historické tabulce Ajaxu), v nichž vstřelil 146 branek. Třikrát s Ajaxem vybojoval Pohár mistrů evropských zemí (1971, 1972, 1973), dvakrát Superpohár UEFA (1972, 1973), jednou Interkontinentální pohár (1973) a šestkrát titul nizozemského mistra (1966, 1967, 1968, 1970, 1972, 1973).
V anketě Zlatý míč, která hledala nejlepšího fotbalistu Evropy, skončil roku 1972 pátý.
10. února 2017 podlehl dlouhému boji s rakovinou jater.